# Saneroïta
La saneroïta és un mineral de la classe dels silicats. Rep el nom en honor d'Edoardo Sanero (31 de maig de 1901 - 28 de març de 1983), químic i professor de mineralogia de la Universitat de Gènova, a Itàlia. Va passar gran part de la seva carrera reconstruint l'Institut de Mineralogia durant els anys de la postguerra.

## Característiques
La saneroïta és un silicat de fórmula química NaMn2+₅[Si₅O14(OH)](VO₃)(OH). Cristal·litza en el sistema triclínic. La seva duresa a l'escala de Mohs es troba entre 6 i 7.
Segons la classificació de Nickel-Strunz, la saneroïta pertany a «09.DK - Inosilicats amb 5 cadenes senzilles periòdiques» juntament amb els següents minerals: babingtonita, litiomarsturita, manganbabingtonita, marsturita, nambulita, natronambulita, rodonita, escandiobabingtonita, fowlerita, santaclaraïta, hellandita-(Y), tadzhikita-(Ce), mottanaita-(Ce), ciprianiïta i hellandita-(Ce).

## Formació i jaciments
Va ser descoberta a la mina Valgraveglia, que es troba a Reppia, al municipi de Ne, dins la província de Gènova (Ligúria Itàlia). També ha estat descrita en altres mines properes, a la mina Valletta (província de Cuneo, Piemont) i a la mina Fianel (Grisons, Suïssa).